# Teatro Balbo
Il Teatro Balbo è stato un teatro italiano della città di Torino, andato distrutto nell'agosto del 1943 in seguito ad un bombardamento.

## Storia
L'edificio si trovava in Via Andrea Doria n.15, costruito nel 1856 in legno fu utilizzato inizialmente per spettacoli di circo equestre. Dopo una decina d'anni fu trasformato in un vero teatro, in grado di contenere fino a 1800 persone. Vi si svolgevano rappresentazioni di drammi, varietà e opere liriche e fra gli attori che ne calcarono le scene vi furono Eleonora Duse, che nel 1921 recitò ne La donna del mare di Ibsen, e Isa Bluette.
Tra i più celebri direttori d'orchestra dell'Ottocento che diressero al Teatro Balbo vi fu il maestro Antonino Palminteri che nel marzo del 1890 portò in scena le opere I puritani di Vincenzo Bellini e Rigoletto di Giuseppe Verdi.
Negli ultimi anni di attività, fu utilizzato come sala cinematografica. Al posto dell'edificio si trova attualmente la sede della Confartigianato di Torino.